# 渡邊佑樹
渡邊 佑樹（わたなべ ゆうき、1995年11月8日 - ）は、山梨県富士吉田市出身の元プロ野球選手（投手）。左投左打。

## 経歴

### プロ入り前
富士吉田市立下吉田東小学校2年の時に、地元の富士見町少年野球チームで野球を始めた。
富士学苑高等学校では3年夏の県大会3回戦で敗退、横浜商科大学へ進学。3年春はベストナインを受賞。プロ入り前は優勝経験がなく、高校・大学ともに全国大会とは無縁であった。大学では1学年先輩に左澤優がいる。
2017年のドラフト会議で、東北楽天ゴールデンイーグルスから4巡目で指名。契約金4000万円、年俸1000万円（金額は推定）という条件で契約した。背番号は「47」。2017年シーズンオフ時点のNPB所属選手では唯一の山梨県出身であった。
担当スカウトは山田潤スカウトで、「ゆくゆくはローテーションを争ってくれるピッチャーとして頑張ってくれると期待しています。」とコメントしている。

### 楽天時代

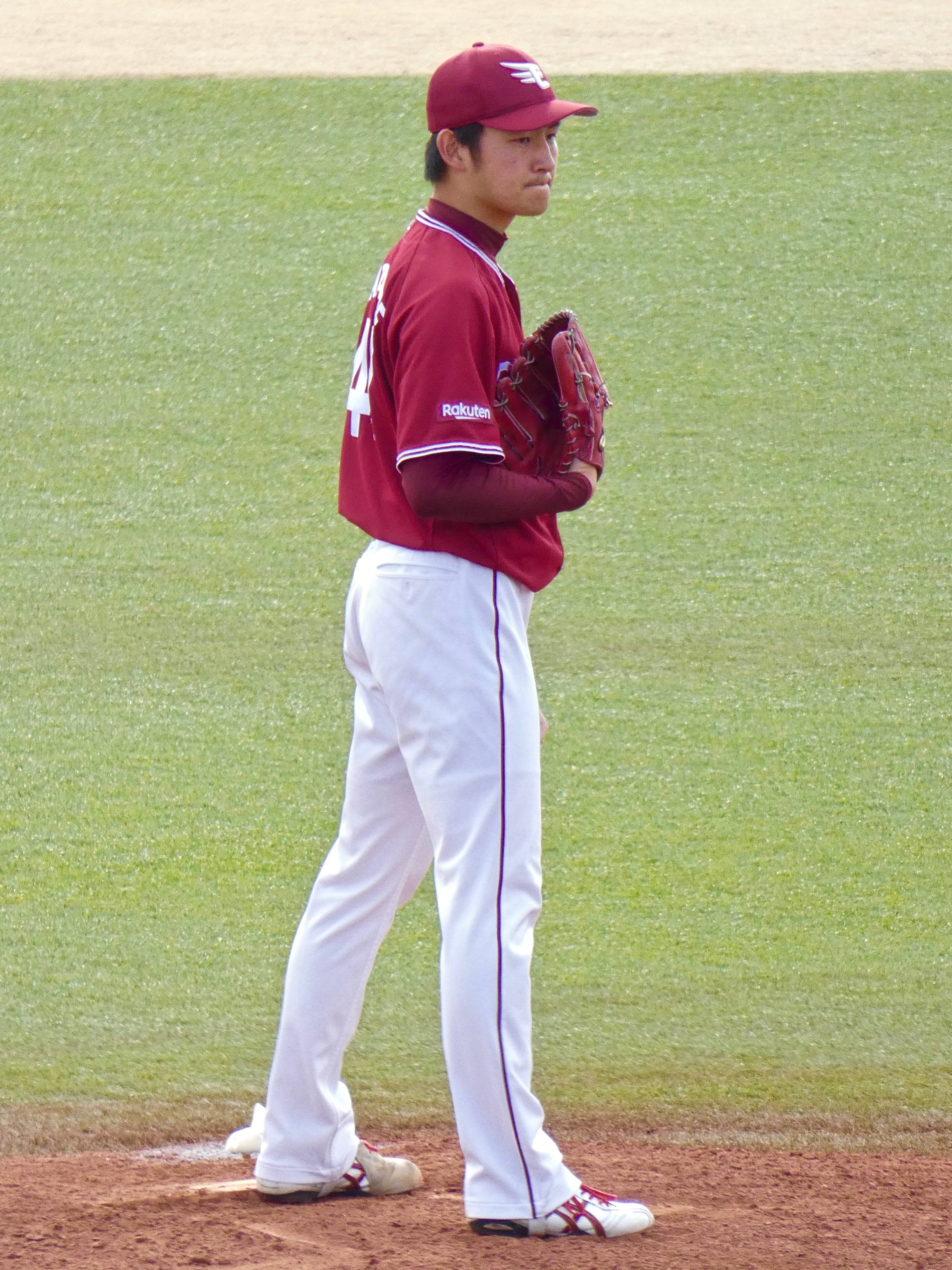
東北楽天ゴールデンイーグルス時代
（2019年 ヤクルト戸田球場）

2018年は、一軍での登板はなかった。ファームでも育成選手主体の練習試合での登板が主だった。二軍戦には5登板のみで9イニングを投げ、5四死球と制球力に課題を残し、防御率9.00と結果を残すことはできなかった。
2019年、7月25日の埼玉西武ライオンズ戦でリリーフとしてプロ初登板。2者連続で四球を与えたものの、外崎修汰、山川穂高、中村剛也から3者連続空振り三振を奪った。同年はこの登板のみに終わった。
2020年は一軍登板がないまま、育成契約に変更することを打診されたうえで11月5日に戦力外通告が公示された。監督の石井一久から「肘を下げること（サイドスローに転向すること）が契約の条件」というリクエストを受ける形で11月のフェニックス・リーグからサイドスローに挑戦し、12月8日に育成契約を結んだ。年俸は500万円となり、背番号は150に変更された。
2021年、前年秋から取り組んでいたサイドスローに磨きをかけ、一軍キャンプにフル帯同。練習試合で結果を残したことを受け、3月1日に支配下復帰を発表、4日に公示された。背番号は45。このシーズンは4月で一軍登録を外れたが、9試合5回を投げ2ホールド、防御率5.40であった。オフに80万円増の推定年俸580万円で契約を更改した。
2022年は、オープン戦では5試合の登板ながら1点台の防御率を記録し、二軍でも31試合で防御率1点台を記録。一軍で13登板で防御率2点台を記録したものの、10月22日に球団より戦力外通告を受けたことが発表された。戦力外通告発表時には12球団合同トライアウトを受けない方向だったが、実際には11月8日に楽天生命パーク宮城で開催のトライアウトに参加し、実戦形式のシート打撃で三者凡退に打ち取った。

### ソフトバンク時代
2022年11月21日、福岡ソフトバンクホークスが育成契約で獲得することを発表。背番号は172。同年11月23日、PayPayドーム内で入団会見を行い、トライアウト終了直後にソフトバンクから打診をもらっていたことを明かした。翌年の推定年俸は700万円となり、他球団から戦力外通告を受けた選手かつ育成選手としての契約ながら、前年から異例の120万円アップとなった。
2023年は、二軍公式戦で21試合の登板で20回投げ、2勝1敗、防御率3.15、三軍・四軍戦では26試合の登板で28回1/3を投げ、1勝0敗1セーブ、防御率1.59の成績を残す。
2024年、二軍では31試合に登板2勝1敗4セーブ防御率2.01の成績を記録したが、10月7日に2度目となる戦力外通告を受けた。12月30日に現役引退を発表した。

### 現役引退後
引退後はソフトバンク本社に就職する。

## 選手としての特徴・人物
当初は球の出どころが見づらいオーバースローの左腕として最速144km/hの力強い直球と鋭く変化するスライダーを武器とし、その他にもチェンジアップ、ツーシームなどを投げていた。2020年オフに高梨雄平に弟子入りすると、監督の石井一久からの勧めもあり高梨を参考にしたサイドスローに転向。以降はスライダーとシンカーを武器としている。渡邊自身は、2022年シーズン後半より、どんなカウントからでも左打者の内角に投げ込める点が自身の強みだと主張している。
楽天から戦力外通告を受けて参加した2022年の12球団合同トライアウトでは左のサイドスローをいう特徴を生かし、左打者の内角を攻める投球を披露。トライアウトを見た野球評論家の関本四十四はまず目についた選手として渡邊の名を挙げ、「球団によっては左対策で使っても面白い。まだ転向2年目で26歳なら、伸びしろもあるかもしれない」と評価した。また、元ヤクルト編成部長の松井優典もトライアウトでのアピールに成功した選手として真っ先に渡邊の名を挙げ、「ボール2となってから、しっかりとストライクゾーンで勝負できていた」「変則サイドで、しかもリリースポイントが遅れてくるので、左打者は背中からボールが来る感覚となり対応が難しい」と評価している。
愛称は「ナベ」。

## 詳細情報

### 年度別投手成績
| 年 度     | 球 団     | 登 板 | 先 発 | 完 投 | 完 封 | 無 四 球 | 勝 利 | 敗 戦 | セ 丨 ブ | ホ 丨 ル ド | 勝 率 | 打 者 | 投 球 回 | 被 安 打 | 被 本 塁 打 | 与 四 球 | 敬 遠 | 与 死 球 | 奪 三 振 | 暴 投 | ボ 丨 ク | 失 点 | 自 責 点 | 防 御 率 | W H I P |
| --------- | --------- | ----- | ----- | ----- | ----- | -------- | ----- | ----- | -------- | ----------- | ----- | ----- | -------- | -------- | ----------- | -------- | ----- | -------- | -------- | ----- | -------- | ----- | -------- | -------- | ------- |
| 2019      | 楽天      | 1     | 0     | 0     | 0     | 0        | 0     | 0     | 0        | 0           | ----  | 5     | 1.0      | 0        | 0           | 2        | 0     | 0        | 3        | 0     | 0        | 0     | 0        | 0.00     | 2.00    |
| 2021      | 楽天      | 9     | 0     | 0     | 0     | 0        | 0     | 0     | 0        | 2           | ----  | 23    | 5.0      | 5        | 1           | 2        | 0     | 2        | 4        | 0     | 0        | 3     | 3        | 5.40     | 1.40    |
| 2022      | 楽天      | 13    | 0     | 0     | 0     | 0        | 0     | 0     | 0        | 1           | ----  | 52    | 12.2     | 7        | 0           | 4        | 0     | 5        | 10       | 1     | 0        | 3     | 3        | 2.13     | 0.87    |
| 通算：3年 | 通算：3年 | 23    | 0     | 0     | 0     | 0        | 0     | 0     | 0        | 3           | ----  | 80    | 18.2     | 12       | 1           | 8        | 0     | 7        | 17       | 1     | 0        | 6     | 6        | 2.89     | 1.07    |

- 2023年度シーズン終了時

### 年度別守備成績
| 年 度 | 球 団 | 投手  | 投手  | 投手  | 投手  | 投手  | 投手     |
| 年 度 | 球 団 | 試 合 | 刺 殺 | 補 殺 | 失 策 | 併 殺 | 守 備 率 |
| ----- | ----- | ----- | ----- | ----- | ----- | ----- | -------- |
| 2019  | 楽天  | 1     | 0     | 0     | 0     | 0     | ----     |
| 2021  | 楽天  | 9     | 0     | 2     | 0     | 0     | 1.000    |
| 2022  | 楽天  | 13    | 0     | 5     | 0     | 0     | 1.000    |
| 通算  | 通算  | 23    | 0     | 7     | 0     | 0     | 1.000    |

- 2023年度シーズン終了時

### 記録
初記録
- 初登板：2019年7月25日、対埼玉西武ライオンズ11回戦（楽天生命パーク宮城）、9回表に4番手で救援登板・完了、1回無失点
- 初奪三振：同上、外崎修汰から空振り三振
- 初ホールド：2021年3月31日、対千葉ロッテマリーンズ2回戦（ZOZOマリンスタジアム）、7回裏一死に2番手で救援登板、2/3回無失点

### 背番号
- 47（2018年 - 2020年）
- 150（2021年 - 同年3月3日）
- 45（2021年3月4日 - 同年終了）
- 79（2022年）
- 172（2023年 - 2024年）

### 登場曲
- 「ともに」WANIMA（2018年）[35]
- 「Change」ONE OK ROCK（2019年）
- 「Some Nights」Fun.（2020年）
- 「GLAMOROUS SKY」HYDE（2021年）
- 「助演男優賞」Creepy Nuts（2023年）